# Чемпионат Европы по футболу среди женщин 2001
Чемпионат Европы по футболу среди женщин 2001 года, или «Евро-2001», — 8-й женский чемпионат Европы по футболу, футбольный турнир для европейских стран, проводимый раз в четыре года под эгидой УЕФА. Турнир прошёл в Германии с 23 июня по 7 июля 2001 года на стадионах: Штайгервальдштадион (Эрфурт), Эрнст-Аббе-Шпортфельд (Йена), Вальдштадион (Ален), Донауштадион (Ульм), Кройцайхе (Ройтлинген). Чемпионский титул завоевала сборная Германии, обыгравшая в финале сборную Швеции со счётом 1-0, после золотого гола.

## Квалификация
См: Чемпионат Европы по футболу среди женщин 2001 (отборочный турнир)
16 команд были разделены на 4 группы; победители каждой группы квалифицированы на чемпионат напрямую, в то время как команды, занявшие второе и третье место играли плей-офф для квалификации.

### Участники
Чемпионства сборной обозначены жирным
| Команда                       | Квалифицирована как      | Дата квалификации | Предыдущие участия в чемпионате        |
| ----------------------------- | ------------------------ | ----------------- | -------------------------------------- |
| Франция                       | 1 место в группе 1       | 1 июня 2000       | 1 (1997)                               |
| Норвегия                      | 1 место в группе 2       | 7 мая 2000        | 6 (1987, 1989, 1991, 1993, 1995, 1997) |
| Германия (Хозяйка чемпионата) | 1 место в группе 3       | 6 апреля 2000     | 5 (1989, 1991, 1993, 1995, 1997)       |
| Россия                        | 1 место в группе 4       | 14 июня 2000      | 1 (1997)                               |
| Швеция                        | Победа в стыковых матчах | 5 ноября 2000     | 5 (1984, 1987, 1989, 1995, 1997)       |
| Дания                         | Победа в стыковых матчах | 21 ноября 2000    | 4 (1984, 1991, 1993, 1997)             |
| Италия                        | Победа в стыковых матчах | 22 ноября 2000    | 6 (1984, 1987, 1989, 1991, 1993, 1997) |
| Англия                        | Победа в стыковых матчах | 28 ноября 2000    | 3 (1984, 1987, 1995)                   |

## Результаты

### Групповая стадия

#### Группа А
| Команда  | И | В | Н | П | ГЗ | ГП | +/- | Очки |
| -------- | - | - | - | - | -- | -- | --- | ---- |
| Германия | 3 | 3 | 0 | 0 | 11 | 1  | +10 | 9    |
| Швеция   | 3 | 2 | 0 | 1 | 6  | 3  | +3  | 6    |
| Россия   | 3 | 0 | 1 | 2 | 1  | 7  | −6  | 1    |
| Англия   | 3 | 0 | 1 | 2 | 1  | 8  | −7  | 1    |

| Германия                                    | 3–1     | Швеция         |
| ------------------------------------------- | ------- | -------------- |
| Клаудия Мюллер 42′, 65′ · Марен Майнерт 78′ | (отчёт) | Х. Юнгберг 14′ |

| Россия            | 1–1     | Англия            |
| ----------------- | ------- | ----------------- |
| А. Светлицкая 62′ | (отчёт) | Анджела Бэнкс 45′ |

| Германия                                                                        | 5–0     | Россия |
| ------------------------------------------------------------------------------- | ------- | ------ |
| Беттина Вигманн 43′ · Б. Принц 50′ · Марен Майнерт 69′ · Сандра Смизек 73′, 90′ | (отчёт) |        |

| Швеция                                                                         | 4–0     | Англия |
| ------------------------------------------------------------------------------ | ------- | ------ |
| Яне Тёрнквист 3′ · Кристин Бенгтссон 26′ · Х. Юнгберг 75′ · София Эрикссон 80′ | (отчёт) |        |

| Англия | 0–3     | Германия                                                   |
| ------ | ------- | ---------------------------------------------------------- |
|        | (отчёт) | П. Вимберски 57′ · Беттина Вигманн 65′ · Ренате Лингор 68′ |

| Швеция               | 1–0     | Россия |
| -------------------- | ------- | ------ |
| Линда Фагерстрём 76′ | (отчёт) |        |

#### Группа B
| Команда  | И | В | Н | П | ГЗ | ГП | +/- | Очки |
| -------- | - | - | - | - | -- | -- | --- | ---- |
| Дания    | 3 | 2 | 0 | 1 | 6  | 5  | +1  | 6    |
| Норвегия | 3 | 1 | 1 | 1 | 4  | 2  | +2  | 4    |
| Италия   | 3 | 1 | 1 | 1 | 3  | 4  | −1  | 4    |
| Франция  | 3 | 1 | 0 | 2 | 5  | 7  | −2  | 3    |

| Италия                   | 2–1     | Дания              |
| ------------------------ | ------- | ------------------ |
| Патриция Панико 12′, 72′ | (отчёт) | Юли Рюдаль Бух 75′ |

| Норвегия                                                               | 3–0     | Франция |
| ---------------------------------------------------------------------- | ------- | ------- |
| Моника Кнудсен 14′ · Эмманюэль Сикора 18′ (авт.) · Дагни Мелльгрен 40′ | (отчёт) |         |

| Франция                                                       | 3–4     | Дания                                                                    |
| ------------------------------------------------------------- | ------- | ------------------------------------------------------------------------ |
| Маринетт Пишон 21′ · Стефани Муньере-Бег 27′ · Гаэль Блуэ 83′ | (отчёт) | Гитте Крог 15′ (пен.), 90′ · Кристина Бонде 19′ · Юли Хоге Андерссон 71′ |

| Норвегия            | 1–1     | Италия           |
| ------------------- | ------- | ---------------- |
| Дагни Мелльгрен 16′ | (отчёт) | Рита Гуарино 14′ |

| Дания              | 1–0     | Норвегия |
| ------------------ | ------- | -------- |
| Мерет Педерсен 85′ | (отчёт) |          |

| Франция                                           | 2–0     | Италия |
| ------------------------------------------------- | ------- | ------ |
| Маринетт Пишон 37′ · Франсуаз Жезекель 74′ (пен.) | (отчёт) |        |

### Плей-офф
|  | Полуфиналы    | Полуфиналы |   |  | Финал         | Финал |  |
|  |               |            |   |  |               |       |  |
|  | 4 июля – Ульм |            |   |  |               |       |  |
|  | Германия      | 1          |   |  |               |       |  |
|  | Норвегия      | 0          |   |  |               |       |  |
|  |               |            |   |  |               |       |  |
|  |               |            |   |  | 7 июля – Ульм |       |  |
|  |               |            |   |  | Германия      | 1     |  |
|  |               | Швеция     | 0 |  |               |       |  |
|  |               |            |   |  |               |       |  |
|  |               |            |   |  |               |       |  |
|  |               |            |   |  |               |       |  |
|  | 4 июля – Ульм |            |   |  |               |       |  |
|  | Дания         | 0          |   |  |               |       |  |
|  | Швеция        | 1          |   |  |               |       |  |

#### Полуфиналы
| Германия          | 1–0     | Норвегия |
| ----------------- | ------- | -------- |
| Сандра Смизек 57′ | (отчёт) |          |

| Дания | 0–1     | Швеция           |
| ----- | ------- | ---------------- |
|       | (отчёт) | Тина Нордлунд 9′ |

#### Финал
| Германия           | 1–0 (доп. вр.) | Швеция |
| ------------------ | -------------- | ------ |
| Клаудия Мюллер 98' | (отчёт)        |        |

## Бомбардиры
3 гола
- Клаудия Мюллер
- Сандра Смизек

2 гола
| - Гитте Крог - Маринетт Пишон - Марен Майнерт | - Беттина Вигманн - Патриция Панико | - Дагни Мелльгрен - Ханна Юнгберг |

1 гол
| - Юли Хоге Андерссон - Кристина Бонде - Юли Рюдаль Бух - Мерет Педерсен - Анджела Бэнкс - Стефани Муньере-Бег - Гаэль Блуэ | - Франсуаз Жезекель - Ренате Лингор - Биргит Принц - Петра Вимберски - Рита Гуарино - Моника Кнудсен | - Александра Светлицкая - Кристин Бенгтссон - София Эрикссон - Линда Фагерстрём - Тина Нордлунд - Яне Тёрнквист |

Автогол
- Эмманюэль Сикора (в матче против Норвегии)